# Mazes of Fate
Mazes of Fate (с англ. — «Лабиринты судьбы») — ролевая игра от первого лица, разработанная компанией Sabarasa и выпущенная Graffiti Entertainment для Game Boy Advance. Версия для этой консоли была выпущена исключительно в Северной Америке 12 декабря 2006 года.
Ремейк под названием Mazes of Fate DS был выпущен для игровой консоли Nintendo DS 25 июля 2008 года в Европе и 9 сентября 2008 года в Северной Америке. Были исправлены многие ошибки, присутствующие в GBA-версии, также в игре использовался 3D-движок и были добавлены новые секретные области в подземельях.

## Геймплей
Игра представляет собой RPG от первого лица в реальном времени. Mazes of Fate во многом схожа с Eye of the Beholder. У игрока есть возможность выбрать персонажа из трёх существующих классов — Воин, Разбойник, Маг — или создать нового персонажа. Особенность Воина заключается в силе, Разбойник обладает высокой скоростью передвижения, а Маг может использовать различные заклинания. В версии для Nintendo DS число сгенерированных персонажей увеличено до семи — в дополнение к трём оригинальным персонажам там ещё присутствуют Ассасин, Священник, Валькирия, а также ещё один тип Воина, специализирующийся на двуручном оружии.
В игре есть три типа областей, которые игрок может исследовать — подземелья, надземья и цивилизованные локации. Подземелья являются основной областью, где ведутся бои, надземья — граница между двумя другими областями, а в цивилизованных локациях покупают или продают товары.

## Отзывы
| Сводный рейтинг | Сводный рейтинг |
| Агрегатор       | Оценка          |
| --------------- | --------------- |
| GameRankings    | 67,10 %         |